# Nuvola nera
Nuvola nera (Last of the Comanches) è un film del 1953 diretto da André De Toth.
È un western statunitense ambientato nel 1876 con Broderick Crawford, Barbara Hale, Johnny Stewart e Lloyd Bridges. È un remake di Trinadtsat del 1937 e Sahara del 1943. Il film racconta la resa degli indiani comanche nel 1876. A dispetto della drammatizzazione violenta della pellicola, la resa fu pacifica; l'ultimo componente della tribù fu trasportato a Fort Sill, in Oklahoma, e visse in una riserva.

## Produzione
Il film, diretto da André De Toth su una sceneggiatura di Kenneth Gamet, fu prodotto da Buddy Adler per la Columbia Pictures e girato negli studios di Old Tucson a Tucson, Arizona, e nella zona delle Buttercup Dunes, contea di Imperial, California, dal 27 novembre 1951 al 3 marzo 1952.

## Distribuzione
Il film fu distribuito con il titolo Last of the Comanches negli Stati Uniti nel febbraio 1953 dalla Columbia Pictures.
Altre distribuzioni:
- in Giappone il 22 gennaio 1953
- in Danimarca il 9 febbraio 1953 (Flammende pile)
- in Finlandia il 12 giugno 1953 (Miekka ja nuoli)
- in Germania Ovest il 2 gennaio 1954 (Der lange Marsch durch die Wüste)
- in Francia il 15 gennaio 1954 (Le sabre et la flèche)
- in Portogallo il 14 settembre 1954 (O Sabre e a Flecha)
- in Austria nell'ottobre del 1954 (Dürstende Lippen)
- in Belgio (Le sabre et la flèche)
- in Brasile (O Sabre e a Flecha)
- in Spagna (Los últimos comanches)
- nel Regno Unito (The Sabre and the Arrow)
- in Grecia (Flogismeno velos)
- in Italia (Nuvola nera)
- in Jugoslavia (Poslednji iz plemena Komanci)

## Critica
Secondo il Morandini il film è un "western militare decoroso" che può vantare "una discreta tensione narrativa".